# Centaurea princeps
Centaurea princeps — вид квіткових рослин родини айстрових (Asteraceae). Ендемік Греції.
Дворічний вид з гіллястими стеблами висотою 20–45 см. Перисті листки біля основи утворюють розетки. Квітки білуваті. Цвіте в липні та серпні. Місце проживання: ущелини вапнякових скель, скелі, на висоті 1100–1850 метрів.